# Direct Selling Association
A Direct Selling Association (DSA) é uma associação comercial nos Estados Unidos que representa empresas de venda direta, principalmente aquelas que usam planos de remuneração de marketing multinível. Em nome das empresas de seus membros, a DSA se envolve em relações públicas e esforços de lobby contra a regulamentação do setor de marketing multinível e financia candidatos políticos por meio de um comitê de ação política.

## História nos EUA
A American DSA, com sede em Washington, DC, é a associação comercial nacional de um grupo de empresas que fabricam e distribuem bens e serviços vendidos diretamente aos consumidores, normalmente por meio de vendas sociais que incluem um modelo de remuneração chamado marketing multinível.
Fundada em Binghamton, Nova Iorque, em 1910, como um grupo comercial para vendedores ambulantes, a associação foi originalmente chamada de Agents Credit Association. Foi renomeada para Associação Nacional de Empresas de Agências (NAAC) em 1914, e brevemente renomeada para Associação Nacional de Empresas de Agências e Pedidos por Correio em 1917, antes de retornar ao NAAC em 1920. Tornou-se a Associação de Venda Direta em 1968. Em 1970, menos de 5% dos membros da DSA eram empresas de marketing multinível. Em 2018, a associação da DSA havia crescido para incluir quase 130 empresas, mais de 90% das quais eram empresas de marketing multinível.
A DSA pertence à National Retail Federation e suas empresas membros comprometem-se a cumprir o código de ética da DSA.
Em 2019, a DSA ajudou a lançar o Conselho Autorregulador de Venda Direta dos Programas Nacionais BBB. O Direct Selling Self-Regulatory Council (DSSRC) fornece monitoramento imparcial, aplicação e resolução de disputas em relação a reivindicações de produtos ou representações de renda (incluindo reivindicações de estilo de vida) divulgadas por empresas de vendas diretas e seus membros da força de vendas. Este programa oferece um processo de contestação robusto que também inclui a oportunidade de uma empresa recorrer de uma decisão.

## Em outros países
A partir de 2011, a DSA tem organizações irmãs no Reino Unido (com mais de 40 empresas membros), Austrália (quase 70 empresas membros), e Israel (7 empresas membros).

## Lobby político
A DSA atua como um grupo de relações públicas e lobby que atua em nome de suas empresas membros. A DSA desempenhou um papel importante na petição da Federal Trade Commission (FTC) para isentar as empresas de marketing multinível das regulamentações de proteção ao consumidor descritas na regra de oportunidade de negócios proposta pela FTC em 2006, incentivando as pessoas a escrever 17.000 cartas de formulário reclamando sobre a regra de 2006 a 2008. A lei foi aprovada em 2012, com a maioria das empresas de marketing multinível consideradas isentas.
A DSA apoiou e supostamente redigiu grande parte da linguagem do "Ato do Esquema Promocional Anti-Pirâmide" apresentado pela deputada dos EUA Marsha Blackburn e uma emenda ao projeto de lei de Serviços Financeiros e Dotações do Governo Geral da Câmara dos Representantes dos EUA para o ano fiscal de 2018 por O representante dos EUA, John Moolenaar, teria limitado a capacidade da FTC e de outras agências de classificar as empresas como esquemas de pirâmide e investigar se os MLMs são esquemas de pirâmide. A emenda teria impedido o Departamento do Tesouro, o Departamento Judicial, a Administração de Pequenas Empresas, a Comissão de Valores Mobiliários, a FTC ou quaisquer outras agências de usar qualquer dinheiro para tomar ações de execução contra as operações da pirâmide para o ano fiscal. A lei borraria as linhas entre a atividade legítima de MLM e os esquemas de pirâmide estabelecidos sob o caso original da FTC de 1979, ao considerar as vendas feitas a pessoas dentro da empresa como vendas a um “usuário final”, apagando assim a principal distinção feita na decisão entre vendas para consumidores reais de um produto e vendas feitas a membros da rede MLM que são usadas para recrutamento de membros adicionais ou para se qualificar para comissões. A emenda foi contestada por uma coalizão de grupos de interesse do consumidor, incluindo a Consumer Action, a Consumer Federation of America, a Consumers Union (a editora da revista Consumer Reports), o Consumer Watchdog, a National Consumers League e o United States Public Interest Research Group (US PIRG), bem como Truth in Advertising (TINA.org) em sua encarnação original.
A DSA também financia candidatos políticos por meio de seu comitê de ação política.

## Esquemas de pirâmide
A DSA disse que os esquemas de pirâmide que se disfarçam de empresas de venda direta causaram confusão no setor. Em 2013, a Tupperware deixou o DSA citando mudanças no setor e preocupações com esquemas de pirâmide. Em 2014, a Avon (membro fundadora) deixou o DSA alegando que seus estatutos eram inadequados para proteger os consumidores contra fraudes. Notícias ligaram a saída da Avon a alegações de esquema de pirâmide contra a Herbalife, membro do DSA, que estava sob investigação da FTC na época, e agora foi condenada a pagar duzentos milhões de dólares em um acordo. A DSA fez uma declaração de que analisaria as preocupações da Avon.